# 晴田村
晴田村（はるたむら）は、佐賀県小城郡にあった村。現在の小城市の一部にあたる。

## 地理
佐賀平野の北部、晴気川の流域に位置していた。

## 歴史
- 1889年（明治22年）4月1日、町村制の施行により、小城郡晴気村、畑田ヶ里村が合併して村制施行し、晴田村が発足[1][2]。旧村名を継承した晴気、畑田の2大字を編成[2]。
- 1932年（昭和7年）4月1日、小城郡小城町、三里村、岩松村と合併し、小城町が存続して廃止された[1][2]。合併後、小城町大字晴気・畑田となる[2]。

### 地名の由来
合併旧村名の各一字を組み合わせたもの。

## 行政区
※村内には次の26区が存在していた。
- 大字晴気
  - 黒原・寺浦・庄・円光寺・郷之木・川原・東小松・中村・本山・川内・桑鶴・寒気・山之神・中善寺・松葉・西晴気・一本松・宿
- 大字畑田
  - 轡ケ里・砂田・下畑田・畑田・平原・鷺原・西之谷・晴田橋

## 産業
- 農業、工業[2]
- 産物：農具。九州・中国地方にも知られていた[2]。